# William Wright (botaniste)
Pour les articles homonymes, voir Wright et William Wright.
William Wright est un médecin et un botaniste écossais, né en mars 1735 à Crieff dans le Perthshire en Écosse et mort le 19 septembre 1819 à Édimbourg.

## Biographie
Il fait ses études à l’université d’Édimbourg et obtient son titre de docteur en médecine à St Andrews. Il apprend la chirurgie à Falkirk en Écosse.
Il embarque comme chirurgien de bord en 1760. Il devient l’assistant du Dr Gray en Jamaïque en 1764. Il reste dans l’île jusqu’en 1777. En 1778, il est fait membre de la Royal Society, il participe à de nombreuses sociétés savantes dont la Société linnéenne de Londres (il devient membre associé en 1807), l’École royale de médecine de Londres (qu’il dirige en 1801).
Il s’engage dans la marine britannique en 1779 et est fait prisonnier par les Français.
Il retourne en Jamaïque en 1782 et devient, l’année suivante, le médecin-chef de la colonie. Il s’installe en 1785 à Édimbourg. Il participe à l’expédition conduite par Sir Ralph Abercromby (1734-1801) de 1796 à 1798 qui explore les Caraïbes.
Il fait paraître de nombreux articles de médecine et constitue, en Hamaïque, d’importantes collections d’histoire naturelle. Il décrit notamment plus de 750 espèces de plantes.
William Roxburgh (1759-1815) lui dédie le genre Wrightea de la famille des Palmae. Dawson Turner (1775-1858) lui dédie l’espèce Fucus wrightii (aujourd’hui Gracilaria wrightii) de la famille des Gracilariaceae.